# Hautmont
Hautmont [omɔ̃] (niederländisch: Hogeberg) ist eine französische Stadt mit 14.197 Einwohnern (Stand 1. Januar 2022) im Département Nord in der Region Hauts-de-France, Die Stadt hatte stark unter dem Niedergang der Stahlindustrie in der Region zu leiden.

## Geografie
Die Stadt Hautmont liegt an der Sambre, fünf Kilometer südwestlich von Maubeuge und etwa zehn Kilometer südlich der Grenze zu Belgien. 

## Geschichte

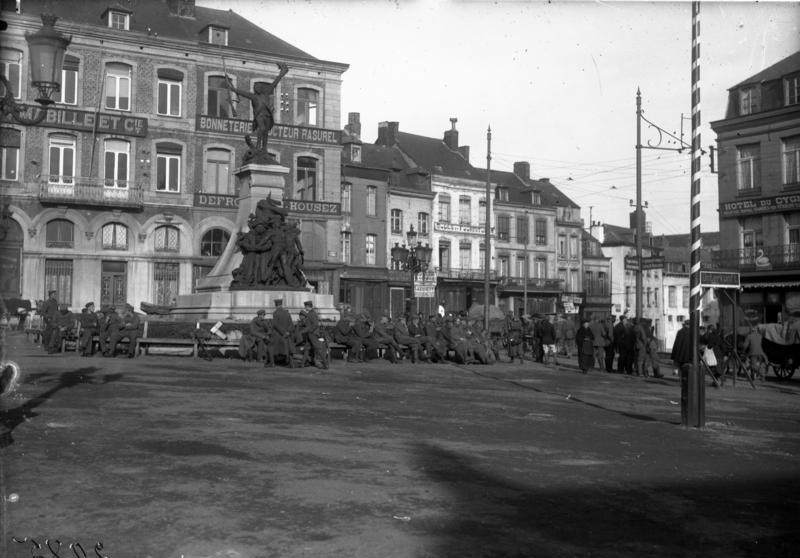
Deutsche Besatzer in Hautmont (1914)

Im Ersten Weltkrieg lag Hautmont in der vom Deutschen Heer besetzten Zone. Am 8. November 1918 wurde die Stadt von britischen Soldaten befreit.
Am 3. August 2008 zog gegen 22:33 Uhr ein Tornado der Stärke T8F4 über Hautmont, der drei Menschen das Leben kostete und große Verwüstungen anrichtete.

### Bevölkerungsentwicklung
| Jahr                       | 1962   | 1968   | 1975   | 1982   | 1990   | 1999   | 2011   | 2020   |
| Einwohner                  | 18.594 | 17.870 | 19.175 | 18.461 | 17.475 | 16.029 | 14.115 | 14.318 |
| Quellen: Cassini und INSEE |        |        |        |        |        |        |        |        |

## Sehenswürdigkeiten

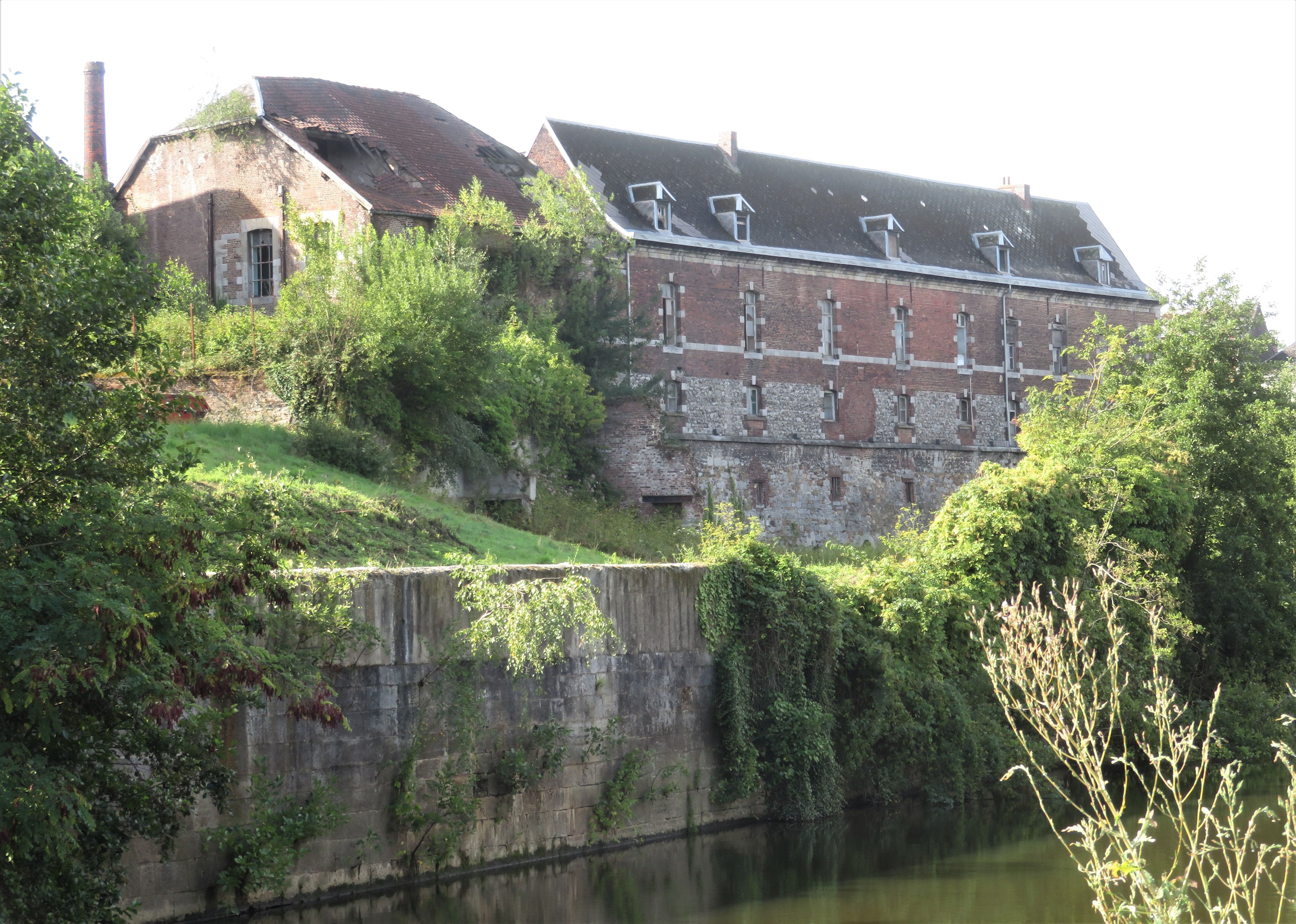
Ehemalige Benediktinerabtei

- Kirche Mariä Himmelfahrt (Notre-Dame-de-l’Assomption)
- Kapelle Saint-Éloi, Monument historique
- Ehemalige Benediktinerabtei, Monument historique

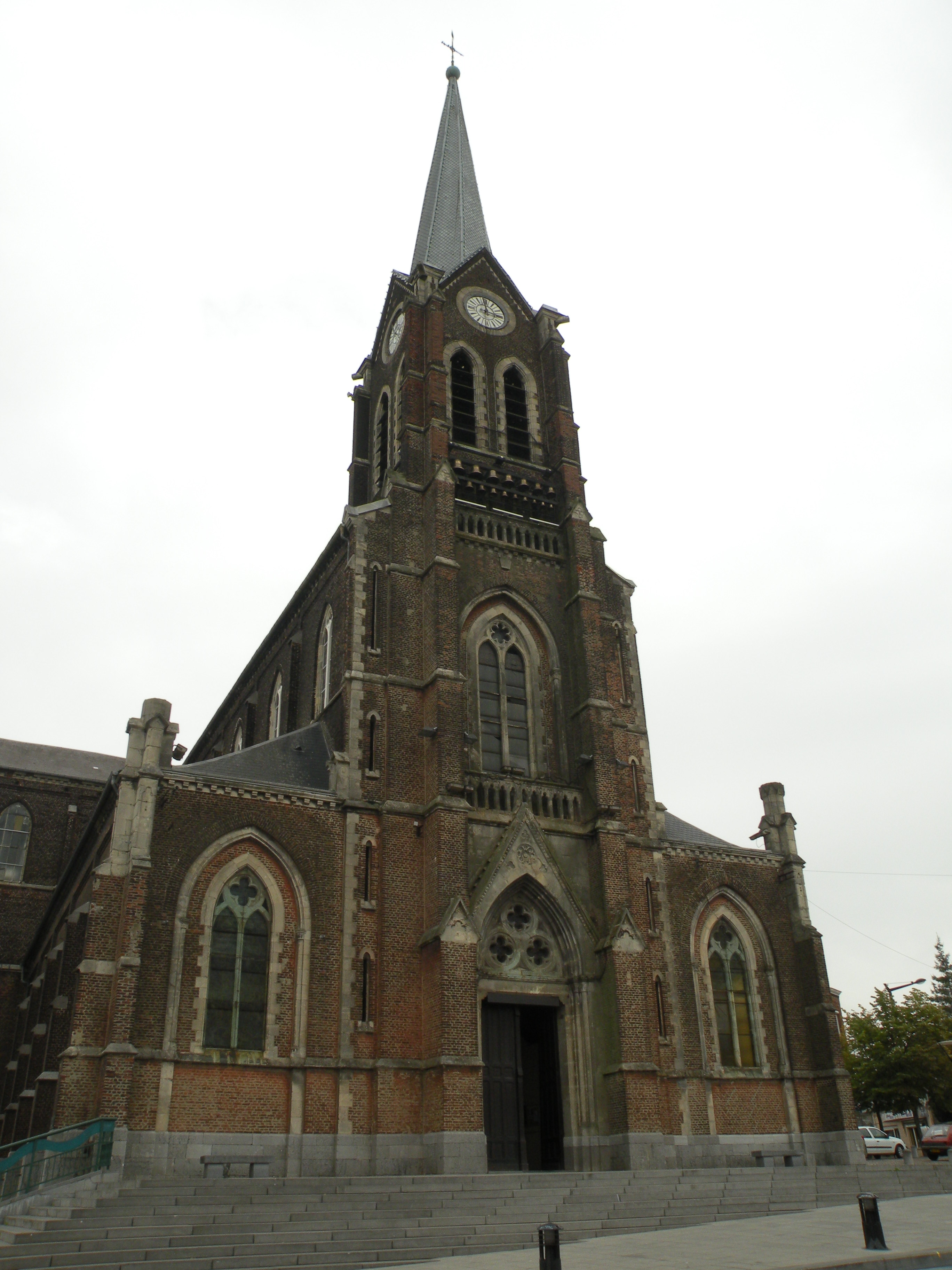
Kirche Mariä Himmelfahrt
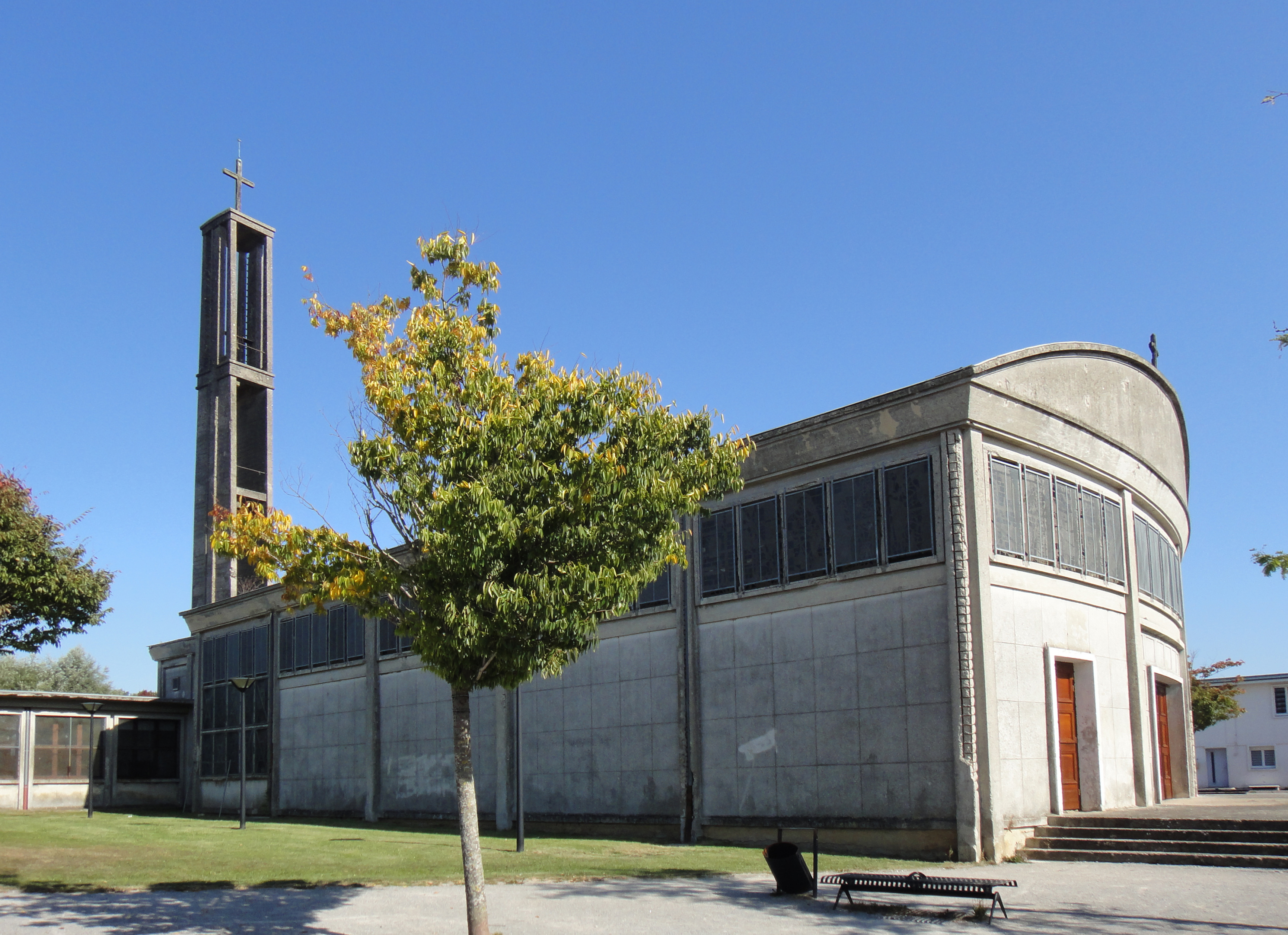
Kapelle Saint-Éloi
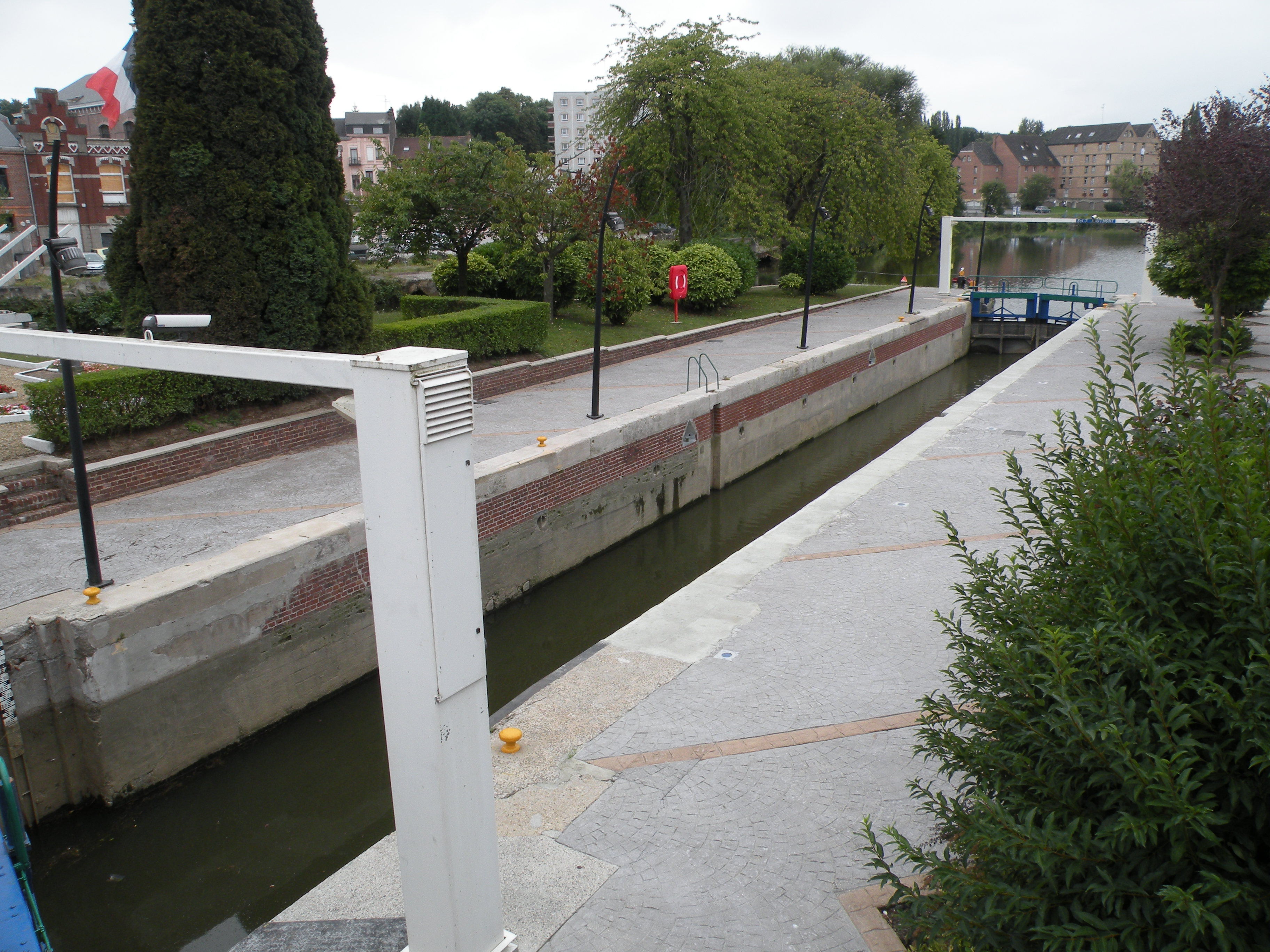
Sambre-Schleuse
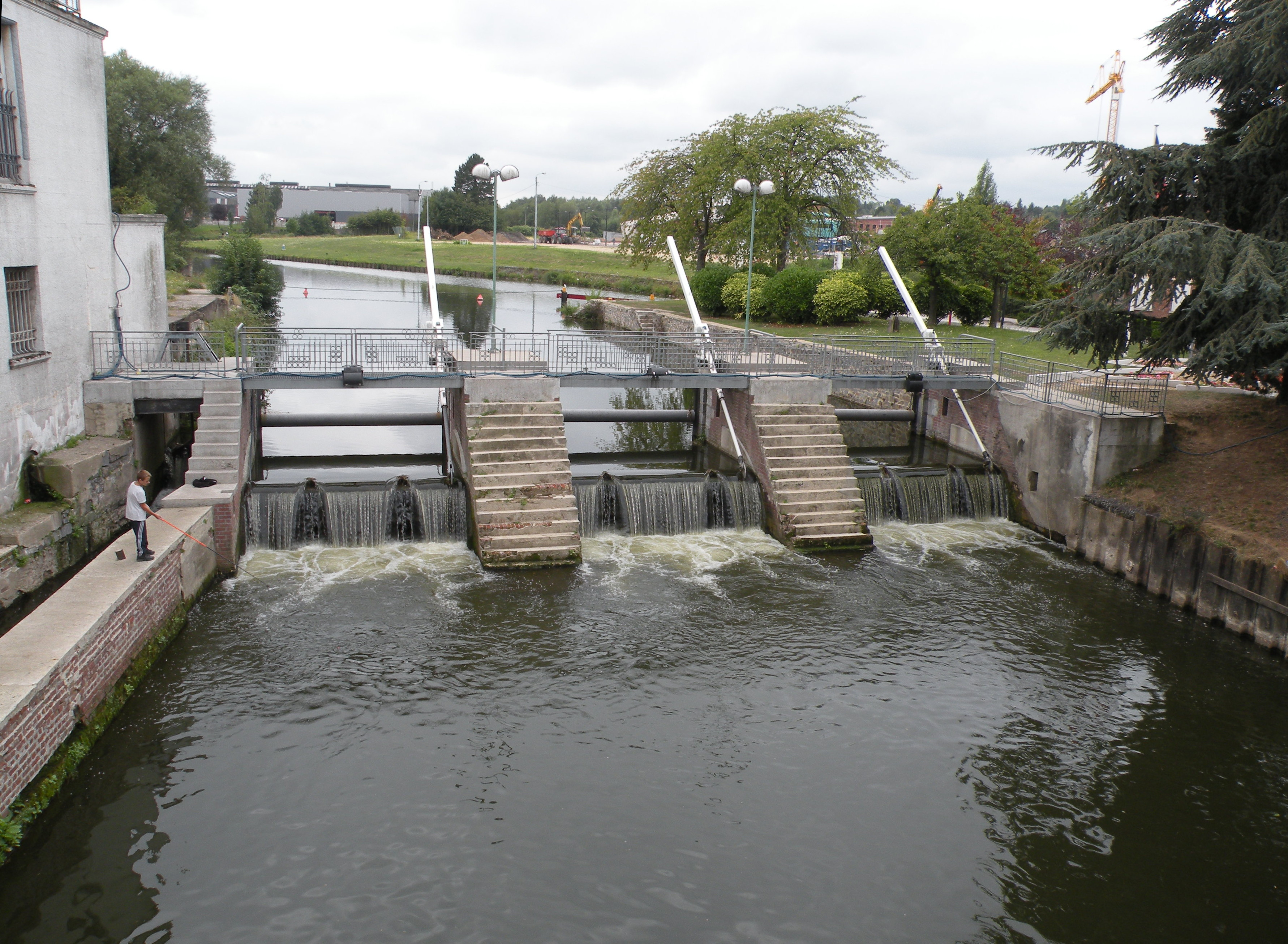
Stauwehr in der Sambre
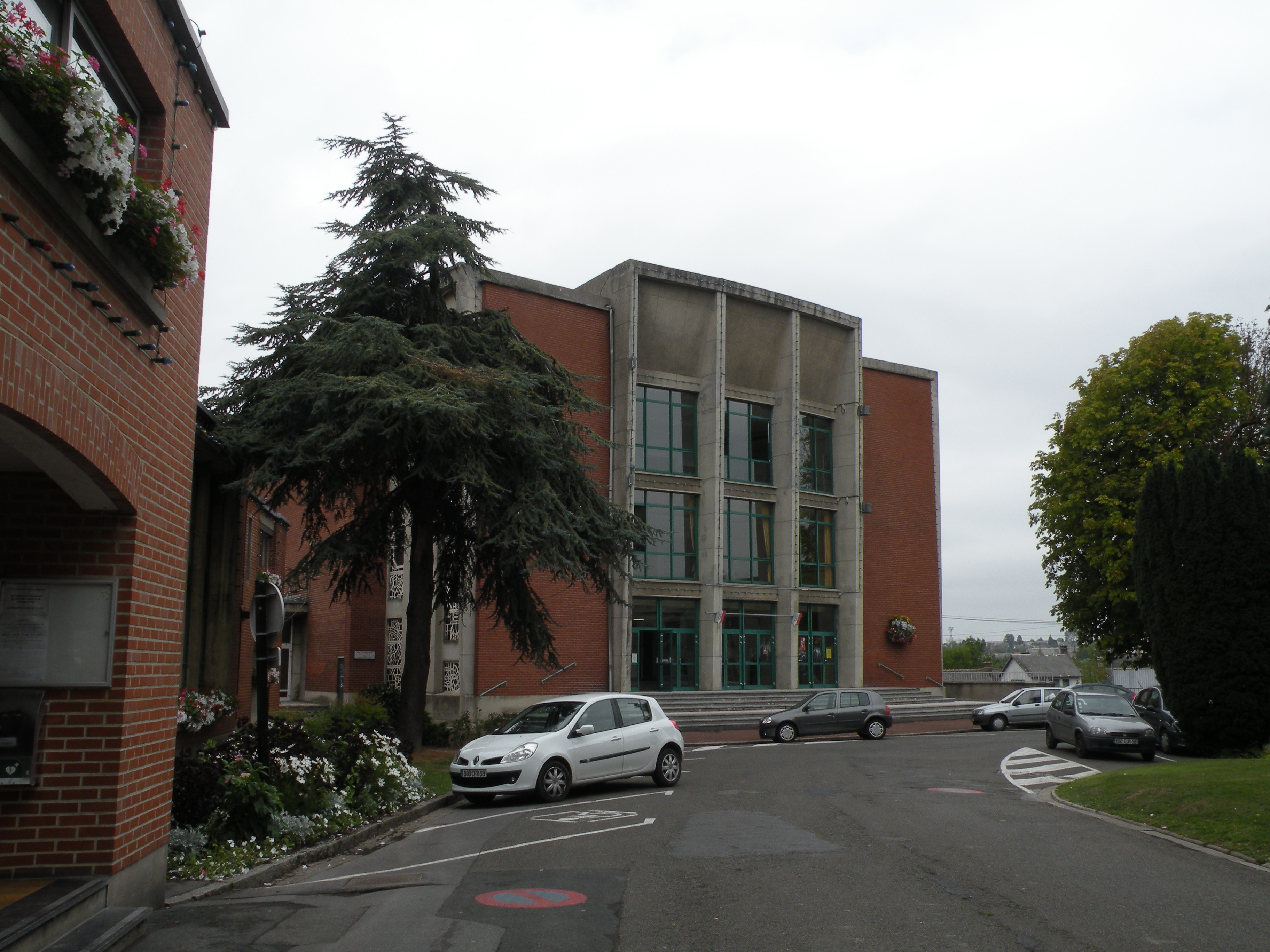
Kulturzentrum

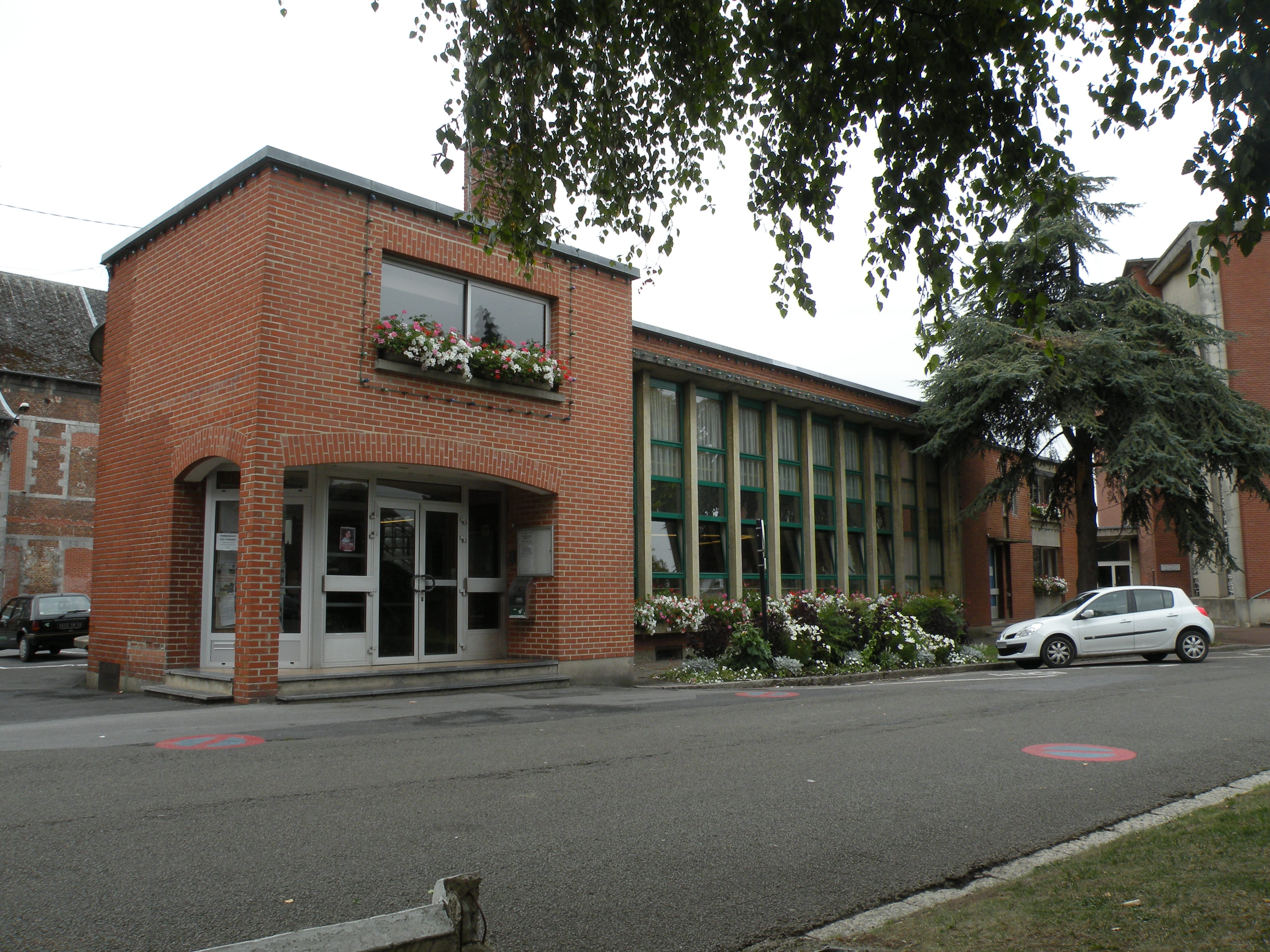
Rathaus
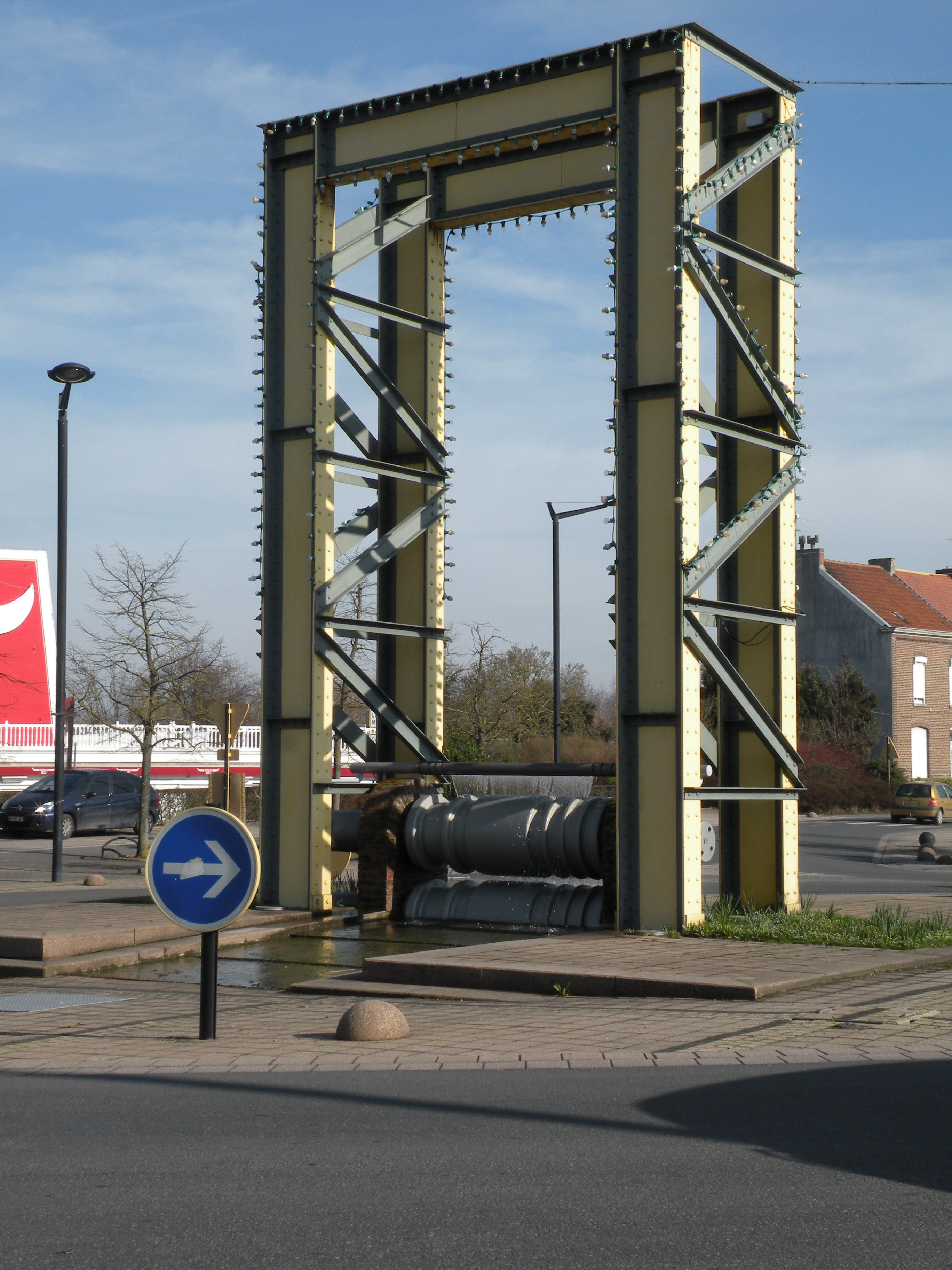
Brunnenanlage
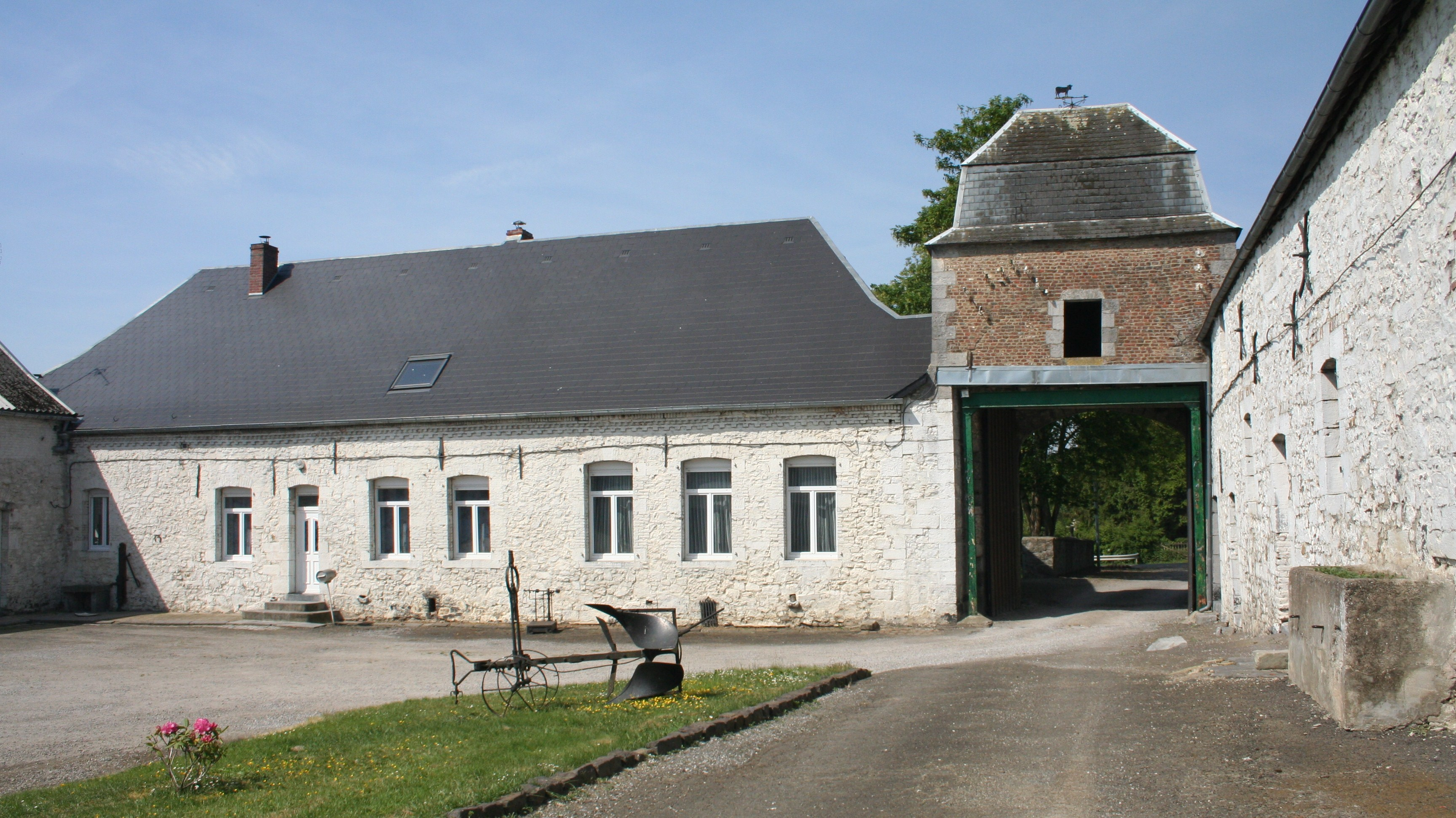
Bauernhof mit Taubenturm
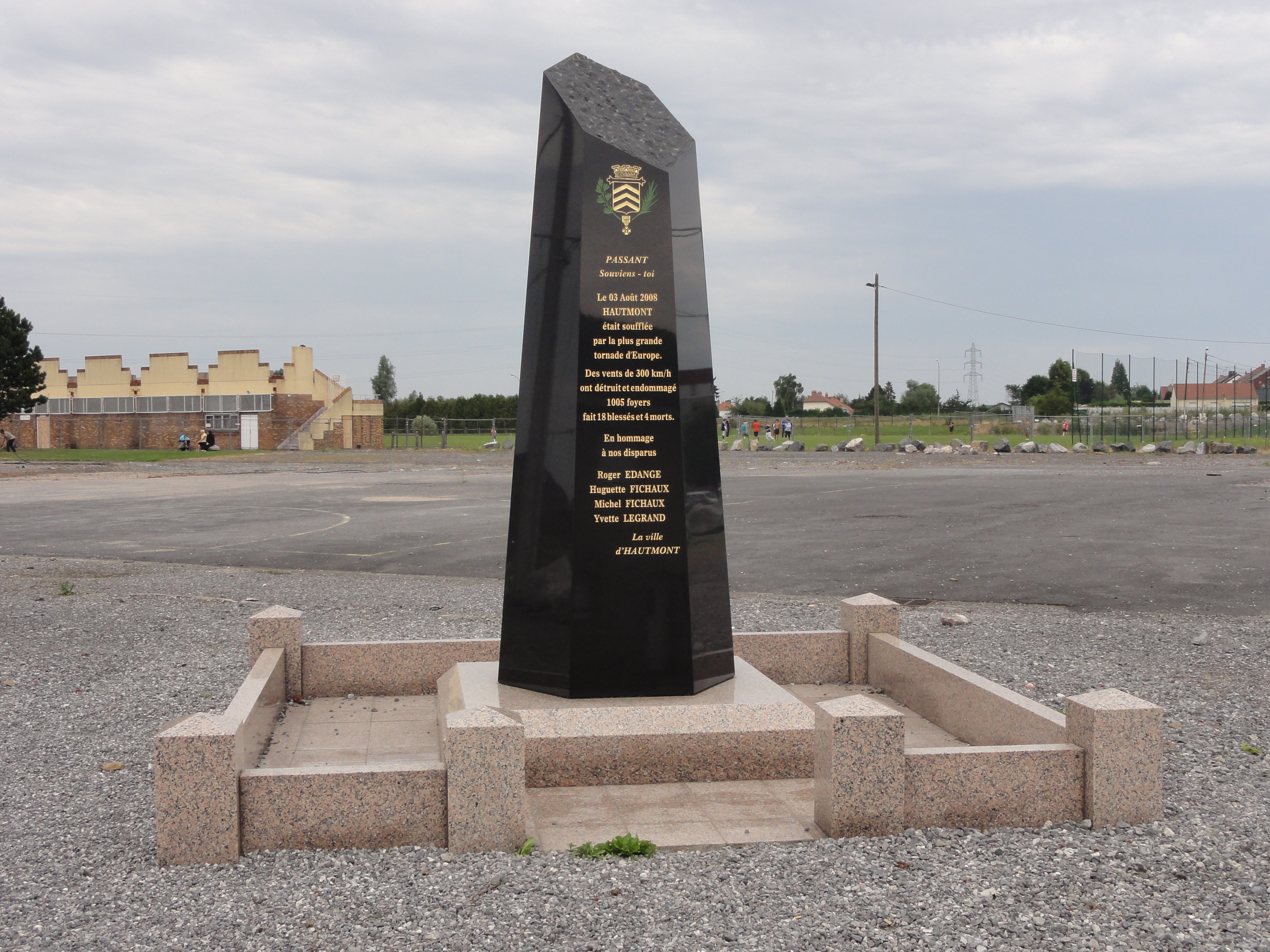
Denkmal für die Toten des Tornados 2008
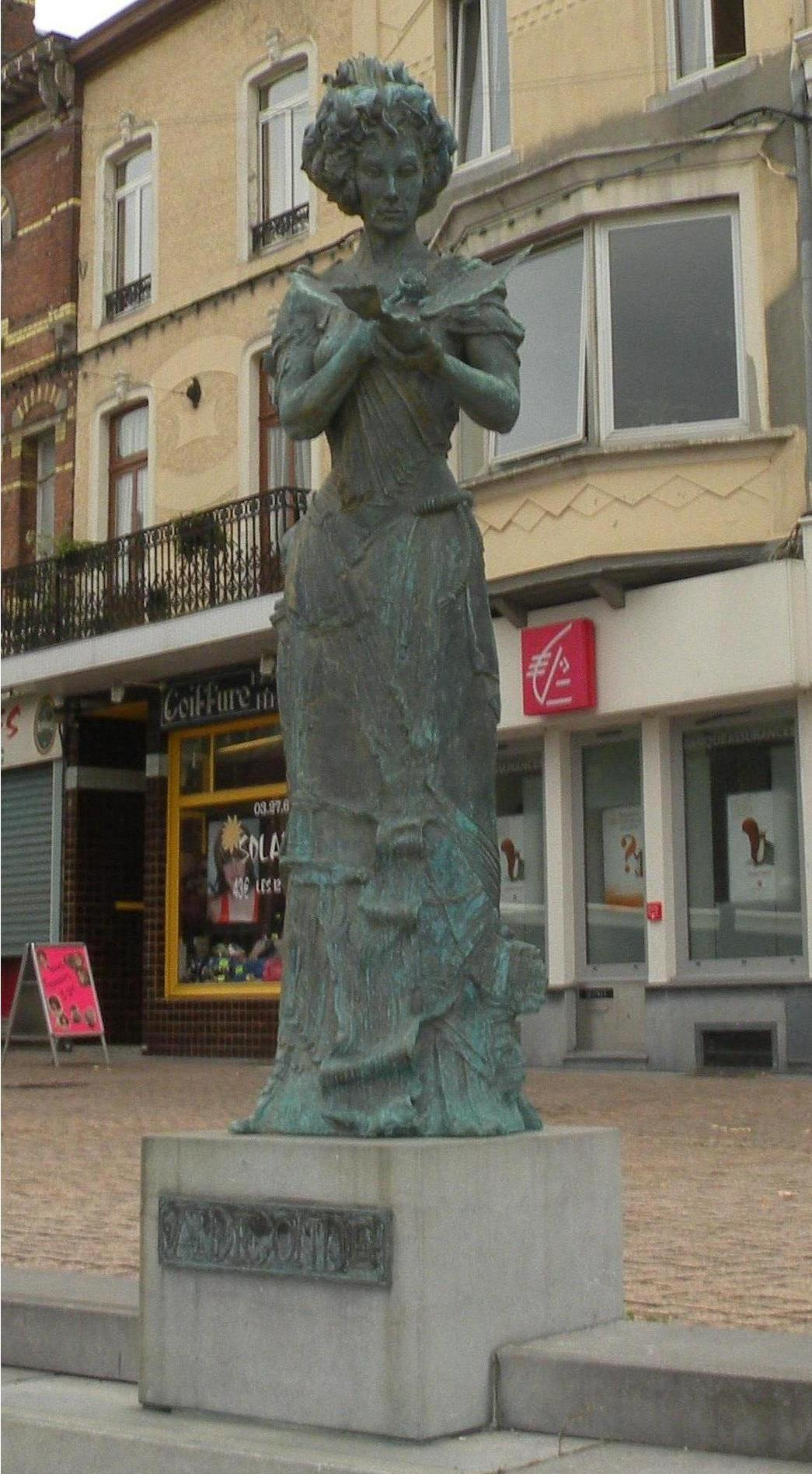
Statue der Adelgonde de Maubeuge

## Verkehr

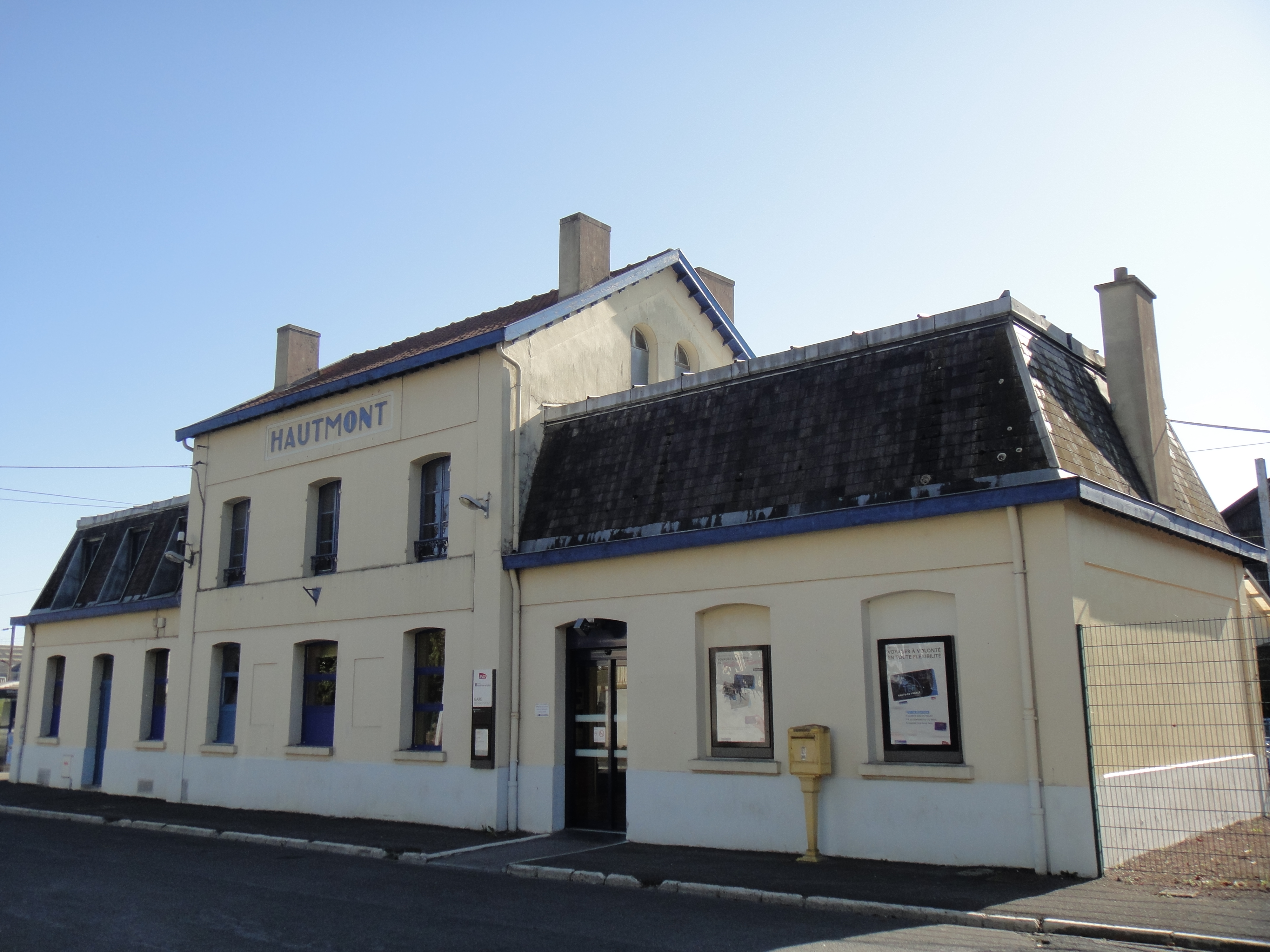
Bahnhof

Durch den Osten der Stadt führt die dort autobahnähnlich ausgebaute Nationalstraße N 2.
Hautmont hat einen Bahnhof an der Bahnstrecke Creil–Jeumont, der 1855 von der Compagnie des chemins de fer du Nord (NORD) eröffnet wurde. In den 1850er Jahren kamen eine Strecke zur belgischen Grenze nach Feignies und in den 1870er Jahren eine Nebenbahn nach Valenciennes-Faubourg-de-Paris hinzu. Erstere wurde 2022, letztere bereits 1969 stillgelegt. Zwischen Valenciennes und Jeumont verkehren aktuell Züge des TER Hauts-de-France.

## Städtepartnerschaften
Hautmont listet folgende Partnerstädte auf:
| Stadt              | Land                             | seit |
| ------------------ | -------------------------------- | ---- |
| Halver             | Nordrhein-Westfalen, Deutschland | 1975 |
| Kalisz             | Wielkopolskie, Polen             | 1958 |
| Kamjanez-Podilskyj | Chmelnyzkyj, Ukraine             | 2022 |

## Persönlichkeiten
- Jules Pirard (1885–1962), Turner
- René Boulanger (1895–1949), Turner
- Albert Hersoy (1895–1979), Turner
- Ernest Lespinasse (1897–1927), Turner